# Вахал, Йозеф

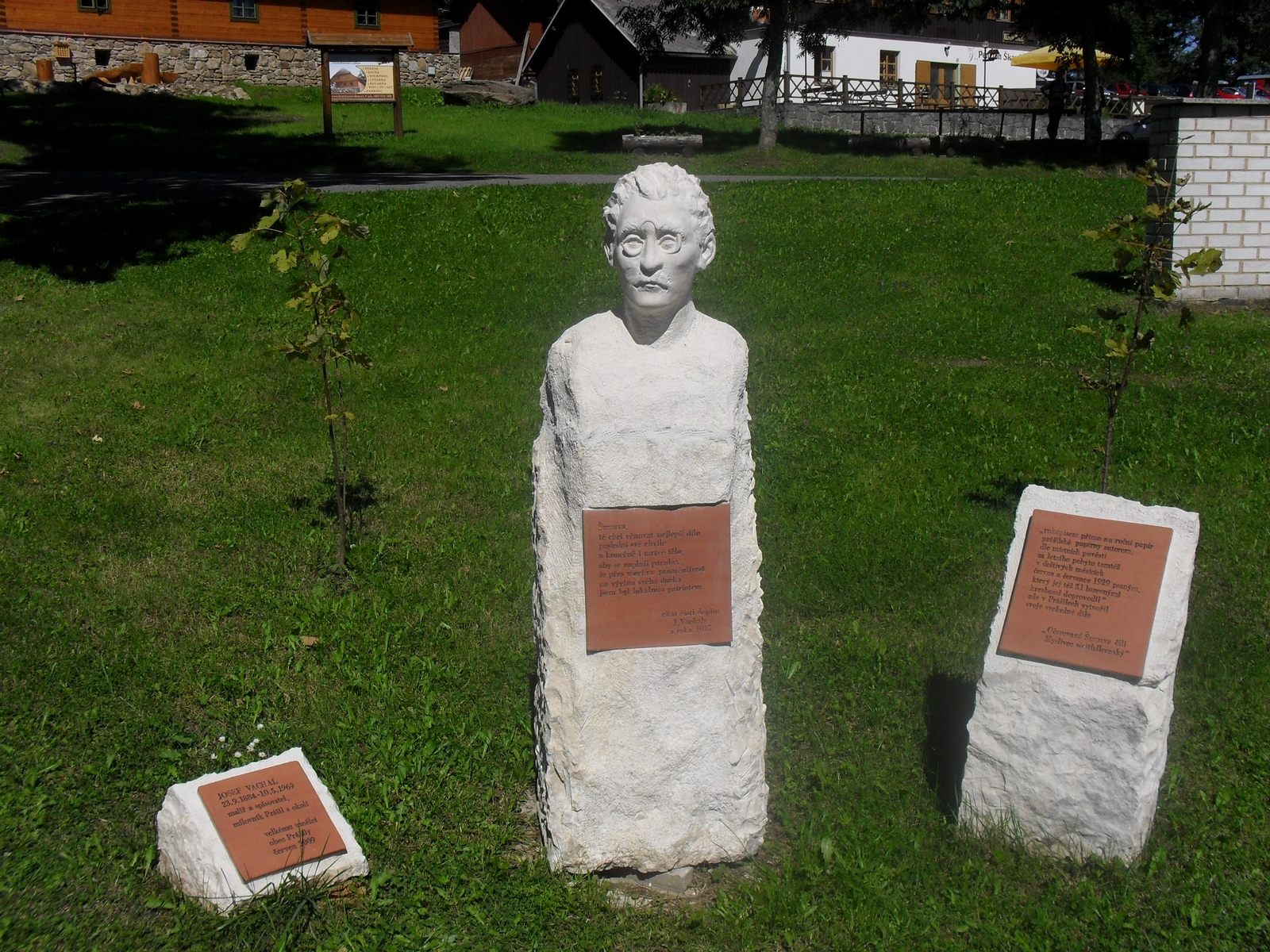
Памятник Йозефу Вахалу в районе Клатови, Пльзенский край

Йозеф Вахал (чеш.  Josef Váchal; 23 сентября 1884, Милавче под Домажлице, Пльзенский край — 10 мая 1969, Студенаны, район Йичин, Краловеградецкий край) — чешский писатель, резчик по дереву, книжный график, каллиграф, типограф.

## Биография
Незаконный ребёнок, отец — двоюродный брат знаменитого художника Миколаша Алеша. Йозеф рос в семье деда и бабушки в Южной Чехии, в г. Писек. В 1898 приехал в Прагу, учился переплетному искусству, познакомился со своим двоюродным дядей Миколашем Алешем. Испытал влияние ар-нуво. В 1900 начал писать стихи. В 1903 вступил в Пражское теософское общество. В 1904 поступил в Художественную академию. Ученик А. Калвода.
В 1910 опубликовал две свои первые книги. В 1912—1913 ненадолго сблизился с Якубом Демлом, иллюстрировал его книгу стихотворений в прозе Град смерти (1912). Участвовал в Первой мировой войне (1916—1918), оставил записки об этом Художник на фронте.
Вахал сформировался в декадентской атмосфере конца-начала века, но расцвет его литературной и художественной деятельности пришелся уже на двадцатые годы, первое десятилетие независимости страны, период впечатляющей продуктивности, динамики и разнообразия культуры. В это время вышел из печати и его ставший впоследствии знаменитым «Кровавый роман»: он был безо всяких рукописей собственноручно набран автором прямо в типографии в количестве 17 экземпляров (переиздан тиражом в 40 тысяч экземпляров и переведен на несколько языков лишь после 1990 года). Кроме собственных книг, Вахал иллюстрировал произведения Яна Амоса Коменского, Божены Немцовой, Отокара Бржезины, Эдгара По и др. В 1940 в знак протеста против нацистской оккупации он уехал из Праги в глухую деревню Студенаны (район Йичин в Краловеградецком крае).
После установления коммунистического режима в 1948 оказался в полной изоляции, жил у родных жены, не публиковался. С наступлением Пражской весны был в 1969 удостоен звания Заслуженного художника, но настоящая известность пришла к писателю и художнику лишь после бархатной революции. Многие его книги теперь переизданы, опубликованы дневники и переписка, прошел ряд выставок и конференций, посвященных его творчеству. В Литомышле открыт музей Вахала.

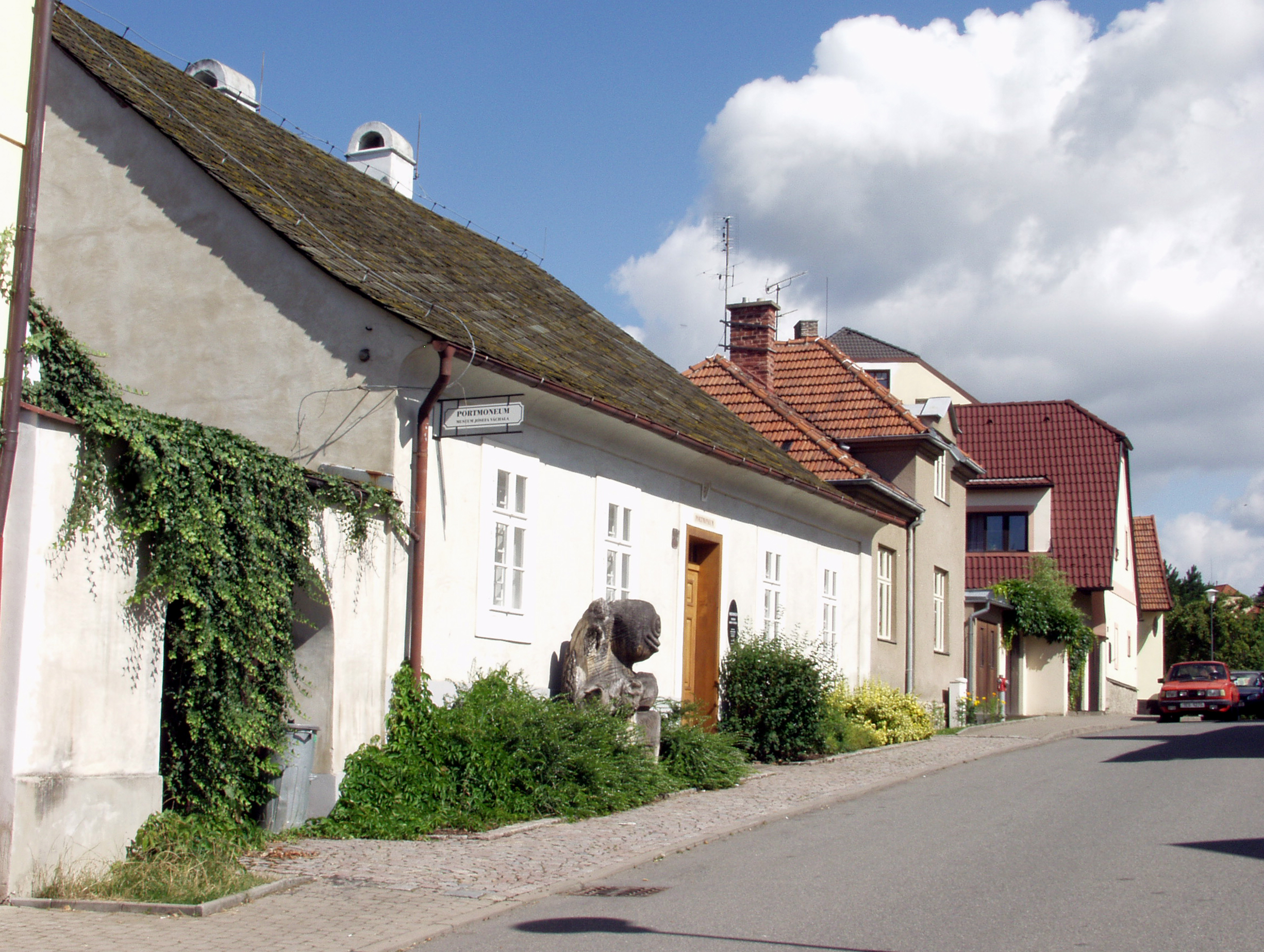
Музей Вахала в Литомышле

## Книги
- Pláň astrální — Spiritistická sedánka (1906)
- Pláň elementální — Pláň vášní a pudů (1907)
- Magie (1909)
- Přepěkné čtenj o gasnowidném Wawřincowi: kterak skrze zlého d̕ábla záhubu na dussi wzal a sspatného konce dossel (1910)
- Viděni sedmera dnu a planet: vypsáni kterak tyto nazemi působido dřeva (1910)
- Z rituálu toledských heretiků listy některé o příchodu Páně jednající (1911)
- Putováni malého elfa (1911)
- Vzývači ďábla (1911—1920)
- Mystika čichu (1920, переизд. 1999)
- Nový kalendář tolerancý na rok 1923, aneb, Rokodník, ve kterém na každý den nějaký bludař neb jiná pozoruhodná a znamenitá osoba a svátek vynajíti se může (1922)
- In memoriam Marie Váchalové … (1923)
- Ďáblova zahrádka aneb Přírodopis strašidel (1924)
- Кровавый роман/ Krvavý román (1924, экранизирован в 1993, )
- Váchalova ročenka na rok 1927: přátelům a známým (1926)
- Zpěv příkladný o Vilímovi a Běle pro mládence a panny (1926)
- Koruna bludařstva to jest Postyla kacířská (1926)
- Mor v Korčule (1927)
- Čarodějnická kuchyně (1928)
- Vademecum v erotiky soustech o luze a o buržoustech, aneb, O Krásu zájem, o Lásku, u rozmanitých mamlásků (1928)
- Художник на фронте/ Malíř na frontě: Soča a Italie, 1917-18 (1929)
- Šumava umírající a romantická (1931)
- Orbis pictus aneb Doplňky k Jana Amosa Komenského Světu v obrazech (1932)
- Receptář barevného dřevotisku (1934)
- Книжные знаки Йозефа Вахала/ Knižní značky Josefa Váchala (1936)
- Ruce: 13 barevných dřevorytů k veršům Otakara Březiny (1943)
- E.A. Poe v dřevorytu; patnáct grafických listů na náměty slavných povídek (1946)
- Дневники/ Deníky: výbor z let 1922—1964/ Jiří Olič, ed. Praha: Paseka, 1998

## Публикации на русском языке
- Кровавый роман/ Пер. А.Бобракова-Тимошкина. Тверь: Митин журнал; Kolonna publications, 2006